# Freelo
Freelo je online aplikace s cílem usnadnit řízení projektů a zvýšit efektivitu podnikatelů a firem. Řadí se mezi SaaS aplikace a v červnu 2021 překročilo hranici 50 000 uživatelů.

## Funkce
Freelo umožňuje vytvářet, komunikovat a plánovat úkoly. Sleduje čas a náklady nad každým úkolem a porovnává je se zadaným rozpočtem. Poskytuje tak přehled o zisku, nákladech a zbývajícím rozpočtu na projektu. Umožňuje komunikaci nad úkoly a jejich delegování.
Mezi hlavní funkce Freela patří Projekty, To-Do listy, Diskuse, Kalendář a Finance. Jejich cílem je usnadnění finanční správy projektu. Systém zaznamená, kolik hodin tým odpracoval, kdo pracoval hodně a kdo méně a jaké budou náklady na výplaty za minulý měsíc.
Aplikace umožňuje pomocí iCal formátu synchronizovat úkoly do Microsoft Outlook a Google Calendar. Prostřednictvím API je možné propojení s dalšími online aplikacemi jako Fakturoid, Gmail, iDoklad, Raynet nebo SupportBox.
Nástroj je dostupný v češtině, angličtině a slovenštině.

## Historie
Aplikace byla zveřejněna 22. listopadu 2015. Dne 27. června 2018 vyšla aplikace Freelo i pro mobilní telefony Android a Apple. V březnu 2019 Freelo používalo 20 000 uživatelů. V červnu 2021 Freelo používalo 50 000 lidí, v únoru 2022 mělo Freelo 60 tisíc uživatelů.

## Architektura
Aplikace je vyvinutá primárně pomocí technologií PHP, Nette framework, PostgreSQL, Elasticsearch a Vue.js. Aplikace umožňuje automatizovanou komunikaci pomocí API a Webhook.

## O společnosti
Aplikaci vyvinuli v roce 2015 Karel Dytrych, Jan Kulda a Karel Borkovec s cílem vytvořit funkční nástroj pro time management jednotlivců, tzv. nezávislých profesionálů, a řízení projektů a efektivity práce zaměstnanců v malých a středních firmách, tzv. SMB.